# Slaviša Popović
Slaviša Popović (serbisch: Славиша Поповић; * 23. Mai 1965 in Obiliq) ist ein ehemaliger jugoslawisch-serbischer Boxer im Halbmittelgewicht und Bronzemedaillengewinner der Weltmeisterschaft 1995 in Berlin.

## Boxkarriere
Popović begann mit dem Boxsport 1983 im Alter von 19 Jahren in Pristina und boxte später auch noch für die Clubs von Bor, Banja Luka, Jagodina und Kragujevac.
Für den Staatenbund Serbien und Montenegro, zu diesem Zeitpunkt als Bundesrepublik Jugoslawien bezeichnet, nahm er an den Europameisterschaften 1993 in Bursa (Viertelfinale), 1996 in Vejle (Achtelfinale) und 1998 in Minsk (Achtelfinale) teil.
Sein größter Erfolg war der Gewinn einer Bronzemedaille bei der Weltmeisterschaft 1995 in Berlin; nach Siegen gegen Ilia Tlashadze, Rumen Sotirow und Józef Gilewski, war er erst im Halbfinale gegen Alfredo Duvergel ausgeschieden. Es handelte sich um die letzte WM-Medaille eines serbischen Boxers bis 2021, als Vladimir Mirončikov eine Bronzemedaille im Halbschwergewicht gewinnen konnte.
Er beendete seine Amateurkarriere 1999 und begann eine kurze Profikarriere in Hannover; von Oktober 1999 bis Mai 2004 bestritt er acht Kämpfe mit fünf Siegen und drei Niederlagen. 

## Sonstiges
Im Februar 2000 wurde er im serbischen Bor bei einem Schusswaffenangriff verletzt.
Er ist verheiratet und Vater von drei Kindern. Die Familie lebt seit 2003 in Paris, wo Popović im Baugewerbe tätig ist.